# Cuaxomulco
Cuaxomulco es una localidad del estado mexicano de Tlaxcala. Es cabecera del municipio de Cuaxomulco.

## Demografía
| Censo | Población |
| ----- | --------- |
| 1900  | 821       |
| 1910  | 928       |
| 1921  | 897       |
| 1930  | 1045      |
| 1940  | 1033      |
| 1950  | 1075      |
| 1960  | 1206      |
| 1970  | 530       |
| 1980  | 1456      |
| 1990  | 1877      |
| 1995  | 2147      |
| 2000  | 2361      |
| 2005  | 2187      |
| 2010  | 2755      |
| 2020  | 3213      |